# Josep Prat (organista)
Josep Prat (?-?) fou l’organista de la catedral de Girona del 1787 al 1804. Durant aquests anys va participar en diversos tribunals sobre l’assignació de places de la capella de música, al costat dels mestres Emmanuel Gònima, Domènec Arquimbau i Rafael Compta.